# 털세포
털세포(hair cell, 유모세포, 유모감각세포)는 모든 척추동물의 귀와 어류의 측선 기관에 있는 청각 시스템과 전정 시스템의 감각 수용체이다. 기계적 변환(mechanotransduction)을 통해 유모 세포는 주변 환경의 움직임을 감지한다.

## 같이 보기
- 나선신경절 (spiral ganglion)
- 모낭 (毛囊, hair follicle)
- 측선 (생물학) (lateral line)
- 일반몸들신경섬유 (general somatic afferent fibers, GSA)